# Беатріс Едвіж
Беатріс Едвіж (фр. Béatrice Edwige, нар. 3 жовтня 1988) — французька гандболістка. Олімпійська чемпіонка. Чемпіонка світу і Європи.

## Виступи на Олімпіадах
| Олімпіада           | Дисципліна | Місце |
| ------------------- | ---------- | ----- |
| Ріо-де-Жанейро 2016 | гандбол    | 2     |
| Токіо 2021          | гандбол    | 1     |

## Зовнішні посилання
- Беатріс Едвіж — олімпійська статистика на сайті Sports-Reference.com (англ.) (архівна версія)

1. ↑  Promotion spéciale des jeux Olympiques et Paralympiques d’été de Tokyo 2020: Décret du 8 septembre 2021 portant promotion et nomination dans l’ordre national de la Légion d’honneur — 2021. — вип. 211. — ISSN 0242-6773
2. ↑  https://www.womensports.fr/championnes/beatrice-edwige-je-prepare-lapres-handball-avec-une-formation-a-distance-46691.shtm